# Terzaghi Award
Der Terzaghi Award ist eine vom Geo-Institut der American Society of Civil Engineers (ASCE) vergebene Ehrung für Geotechnik. Er ist nach Karl von Terzaghi benannt. Er wird im Allgemeinen in ungeradzahligen Jahren seit 1963 vergeben. Er wird vergeben für „herausragende, nachhaltige Beiträge zur Geotechnik in den USA“ (for outstanding, continuous contributions to the field of geotechnical engineering in the United States), wobei die Veröffentlichungen des Preisträgers zu Grunde gelegt werden. Neben einer Plakette ist er mit einem Preisgeld von 1000 Dollar verbunden.
Es gibt unabhängig vom Terzaghi Award die Terzaghi Lecture der ASCE und die Vienna Terzaghi Lecture.

## Preisträger
- 1963 Arthur Casagrande (erster Preisträger)
- 1965 Mikael Juul Hvorslev
- 1968 Willard J. Turnbull
- 1969 Ralph Peck
- 1971 Laurits Bjerrum
- 1973 Harry Bolton Seed
- 1975 T. William Lambe
- 1977 Stanley D. Wilson
- 1979 Gregory Tschebotarioff
- 1980 Frank E. Richart junior
- 1981 Alec Skempton
- 1983 Lymon C. Reese
- 1985 James K. Mitchell
- 1987 Robert V. Whitman
- 1989 Gerald A. Leonards
- 1991 George Geoffrey Meyerhof
- 1993 Jorj O. Osterberg
- 1995 George F. Sowers
- 1997 Raymond J. Krizek
- 1999 Charles C. Ladd
- 2001 Michele Jamiolkowski
- 2003 James Michael Duncan
- 2005 Fred H. Kulhawy
- 2007 Chandrakant S. Desai
- 2009 Richard Finno
- 2011 Edward Kavazanjian
- 2013 Tuncer Edil
- 2015 Gholamreza Mesri
- 2017 Sandra L. Houston
- 2019 Jonathan D. Bray
- 2021 Craig H. Benson
- 2023 Ning Lu
- 2025 Jean-Louis Briaud